# Soucy, Aisne
Soucy är en kommun i departementet Aisne i regionen Hauts-de-France i norra Frankrike. Kommunen ligger  i kantonen Villers-Cotterêts som ligger i arrondissementet Soissons. År 2022 hade Soucy 77 invånare.

## Befolkningsutveckling
Antalet invånare i kommunen Soucy
Referens: INSEE